# Katarzyna Kłosińska
Katarzyna Dorota Kłosińska, rozená Mosiołek (* 15. září 1965, Zelená Hora), je polská filoložka a jazykovědkyně, popularizátorka spisovné polštiny. Mezi její vědecké zájmy patří: polská jazyková kultura, sociolingvistika, etnolingvistika, politolingvistika, lexikologie a sémantika.
Doktorát získala v roce 1994 na základě práce Kontrastywne studium językowego obrazu psa, kota i konia (na polskim i francuskim materiale leksykalno-frazeologicznym). Habilitovala v roce 2013.
Od roku 2019 předsedá Radě polského jazyka. Řídí také jazykovou poradnu PWN.

## Životopis
Absolvent střední školy II. Jana Śniadeckiho v Kielcích (zkouška dospělosti v roce 1983). V letech 1983–1988 studovala polskou filologii na Varšavské univerzitě (magisterský titul v roce 1988). V roce 1994 zde získala titul PhD na základě disertační práce Kontrastivní studium lingvistického obrazu psa, kočky a koně (na polském a francouzském lexikálním a frazeologickém materiálu) (školitelka: Renata Grzegorczykowa). V roce 2001 absolvovala studium zpěvu a výslovnosti na Divadelní akademii ve Varšavě. V roce 2013 se habilitovala na základě práce Etický a pragmatický. Polské politické diskurzy po roce 1989. Je zaměstnána jako univerzitní profesorka na Fakultě polonistiky Varšavské univerzity.
Od roku 1999 členka Rady pro polský jazyk při Prezidiu Polské akademie věd a od roku 2019 její předsedkyně jako první žena v této funkci. Je také členkou lingvistického výboru Polské akademie věd. Od roku 1997 expertka na ministerstvu školství, v současnosti (2023) na ministerstvu školství a vědy. Spolupracuje s Národním centrem pro kulturu (mimo jiné byla spoluiniciátorkou sociální kampaně „Native – přidat k oblíbeným“ a moderovala podcast „Jazykový jazyk“ v rámci cyklu „Vysílání kultury "). Od roku 2015 řídí online Jazykovou poradnu PWN a od roku 2018 Jazykovou observatoř Varšavské univerzity, která vytváří slovník polských neologismů.
Působí také jako propagátorka normativní polštiny. V letech 1994–2003 spoluvytvářela týdenní vysílání v polském Rádiu Bis. V roce 2004 začala spolupracovat s Programem III Polského rozhlasu; zpočátku, ona hostila vysílání “odkud slova pocházejí”, a od září 2005, série “co je to v řeči?”. V květnu 2020, po kontroverzi související se zrušením žebříčku z roku 1998, přerušila spolupráci s Trójkou. Na stanici se na naléhání Kuby Strzyczkowského vrátila o měsíc později; obnovila vysílání "Co w mowie piszczy?" a debutovala vysíláním věnovaným nejnovější polské slovní zásobě s názvem „Jazyková astronomie“, připravená společně s týmem Jazykové observatoře Varšavské univerzity. Poslední vydání programů byla vydána v červenci a srpnu 2020. Na podzim 2020 se připojila k týmu Radia 357, kde moderuje pořady „Polsko-kubánské rozhovory“ a „Słowa pod lupą“.

## Publikace
- Skąd się biorą słowa, Warszawa: Świat Książki, 2005.
- Słownik przysłów: przysłownik, Poznań: Publicat, 2011.
- Etyczny i pragmatyczny. Polskie dyskursy polityczne po 1989 roku, Warszawa: Narodowe Centrum Kultury, 2012.
- Co w mowie piszczy?, Poznań: Publicat, 2013.
- Formy i normy, czyli Poprawna polszczyzna w praktyce (red.), Warszawa: Wydawnictwo Naukowe PWN, 2014.
- Dobra zmiana czyli jak się rządzi światem za pomocą słów (współautor: Michał Rusinek), Kraków 2019.